# Bahnhof Takikawa
Der Bahnhof Takikawa (jap. 滝川駅, Takikawa-eki) ist ein Bahnhof auf der japanischen Insel Hokkaidō. Er befindet sich in der Unterpräfektur Sorachi auf dem Gebiet der Stadt Takikawa.

## Verbindungen
Takikawa ist ein Trennungsbahnhof an der Hakodate-Hauptlinie zwischen Sapporo und Asahikawa, der bedeutendsten Bahnstrecke Hokkaidōs. Von dieser zweigt die Nemuro-Hauptlinie in Richtung Nemuro ab. Beide Linien werden von der Gesellschaft JR Hokkaido betrieben. Etwa zwei Kilometer südwestlich befindet sich der ehemalige Bahnhof Shin-Totsukawa, bis 2020 die nördliche Endstation der Sasshō-Linie.
Auf der Hakodate-Hauptlinie stellt der im 30- oder 60-Minuten-Takt verkehrende Schnellzug Super Kamui die rascheste Verbindung mit Sapporo und Asahikawa her. Ergänzt wird dieses Angebot durch die Schnellzüge Super Sōya und Sarobetsu von Sapporo nach Wakkanai sowie den Schnellzug Ochotsk von Sapporo nach Abashiri. Hinzu kommen Regionalzüge nach Iwamizawa und Asahikawa, wobei Takikawa in den meisten Fällen die Endstation ist. Auf der Nemuro-Hauptlinie verkehren Regionalzüge alle ein bis zwei Stunden nach Furano oder Shintoku; an bestimmten Tagen im Sommer verkehrt der „Lavendel-Express“ von Sapporo über Takikawa nach Furano.
Schräg gegenüber dem Bahnhof befindet sich ein Busterminal, der von verschiedenen Stadt-, Regional- und Fernbuslinien der Gesellschaft Hokkaidō Chūō Bus bedient wird.

## Anlage
Der Bahnhof besitzt 16 Gleise, von denen die meisten als Abstellanlage genutzt werden. Fünf Gleise dienen dem Personenverkehr, sie liegen am Hausbahnsteig und an zwei Mittelbahnsteigen. Eine Überführung verbindet das Empfangsgebäude an der Ostseite der Anlage mit den Mittelbahnsteigen und den westlichen Stadtteilen, wobei der über die Abstellanlage führende Teil nicht gedeckt ist.
Südlich des Personenbahnhofs befindet sich ein kleiner Güterbahnhof, der zum Be- und Entladen von Containern genutzt wird.

## Bilder

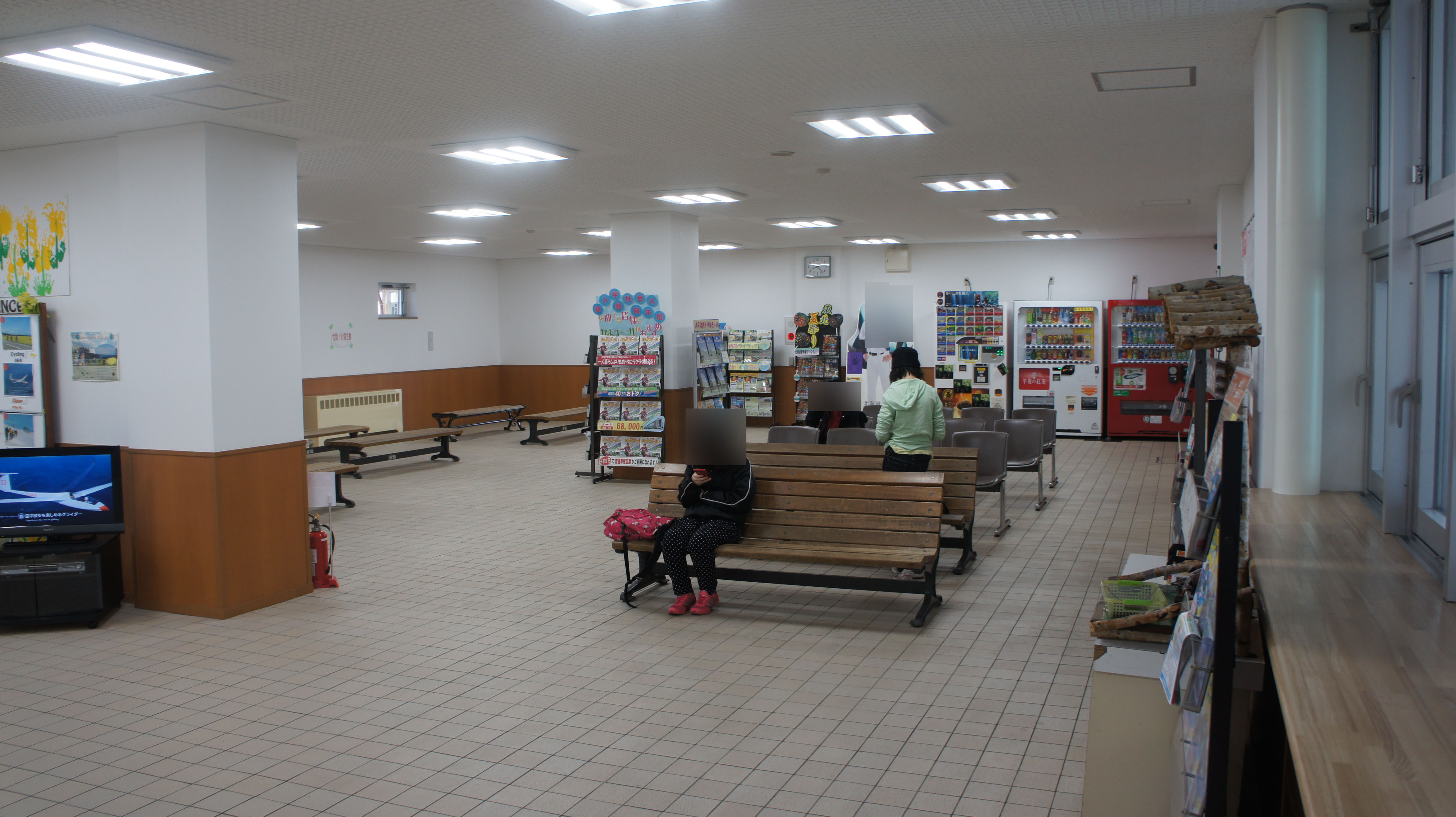
Wartesaal
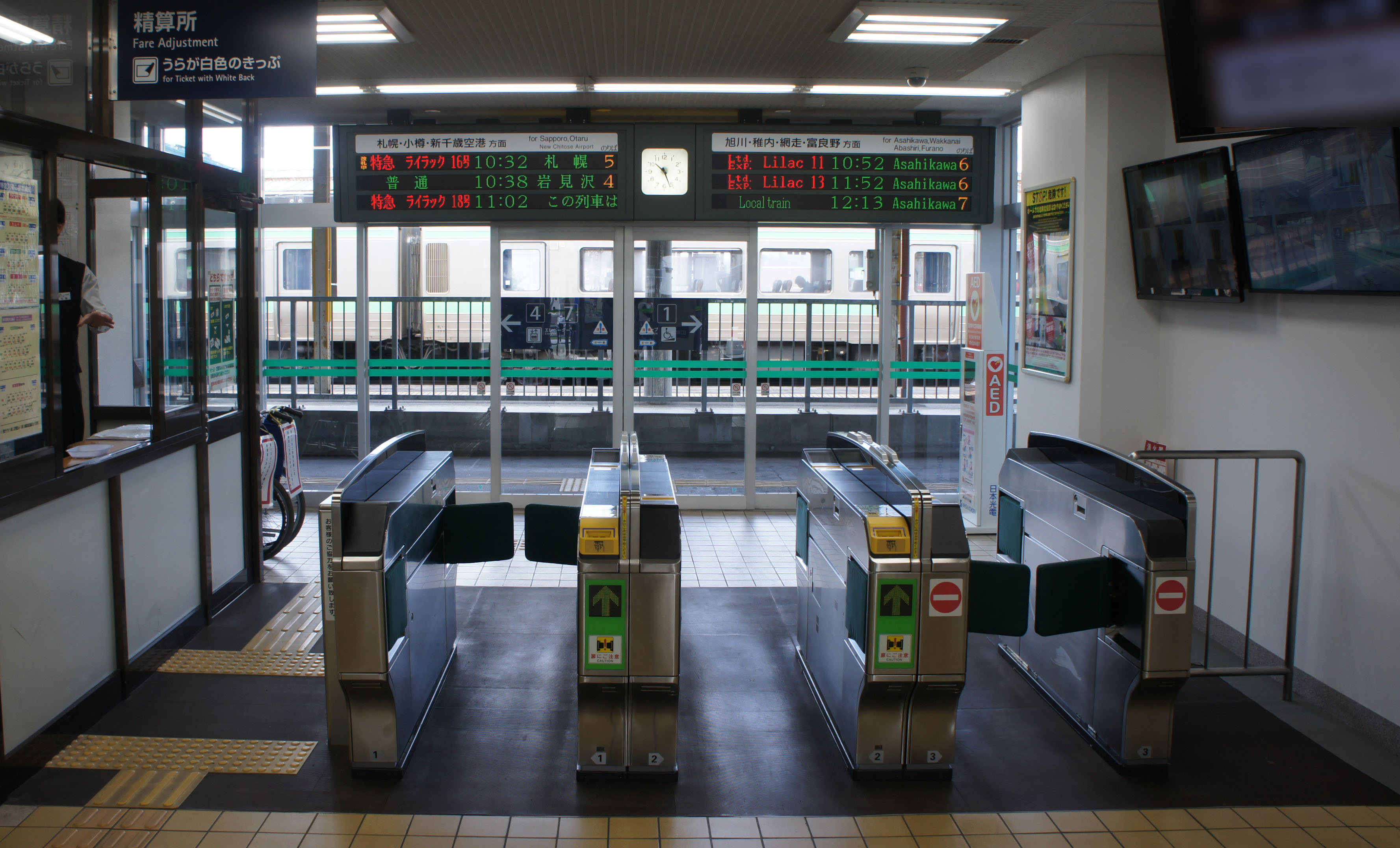
Bahnsteigsperren
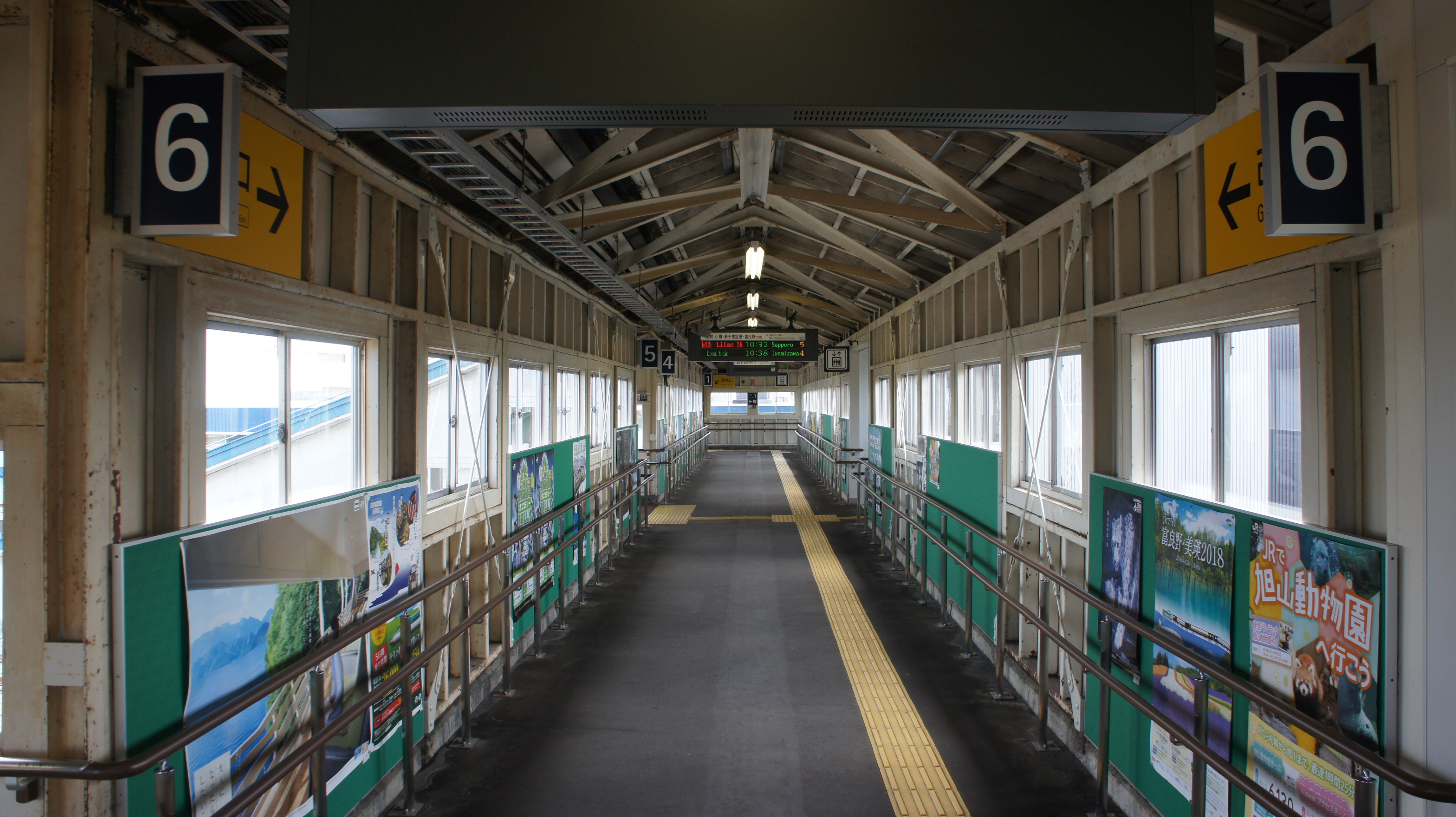
Überführung
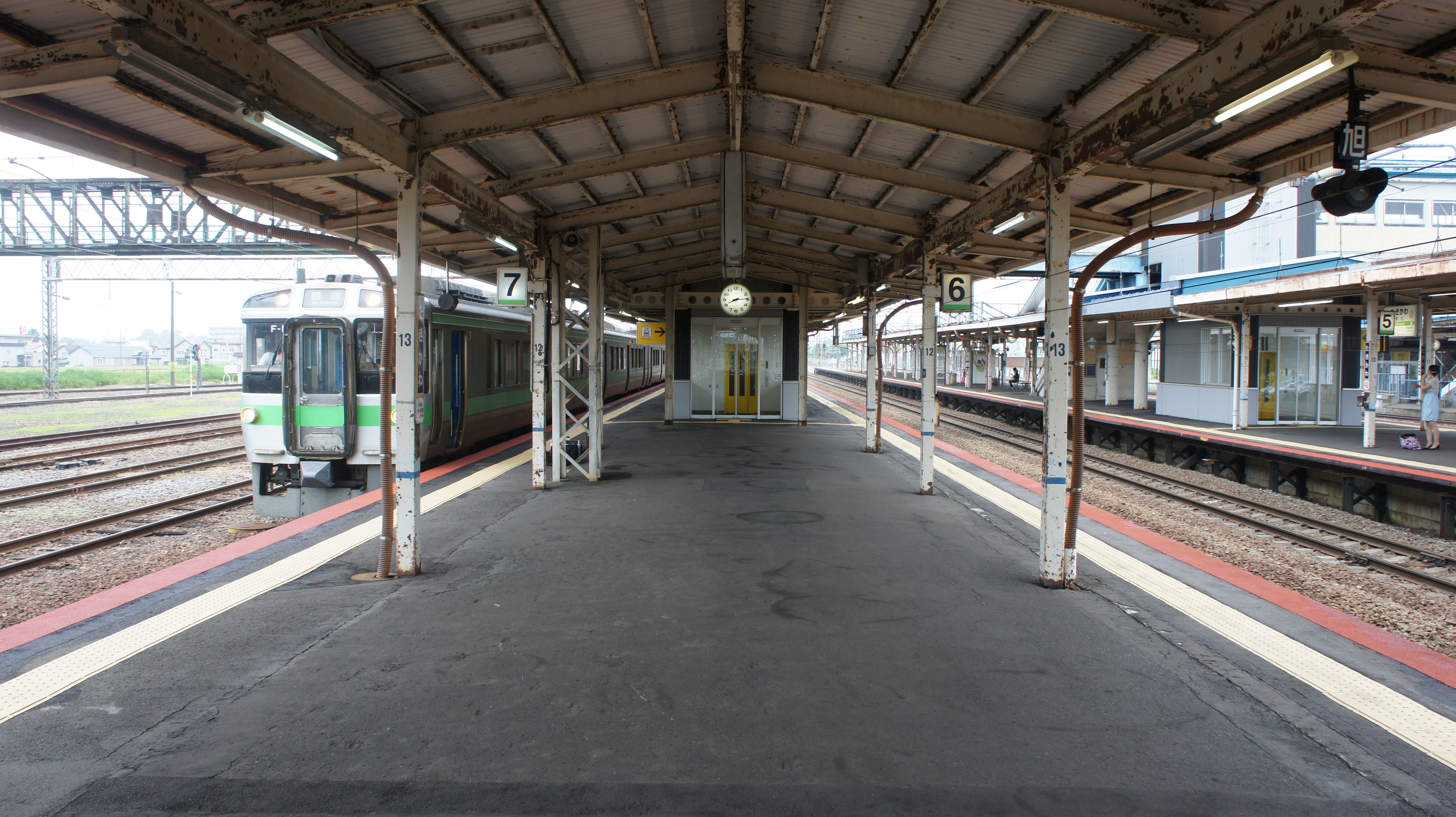
Bahnsteig 6/7
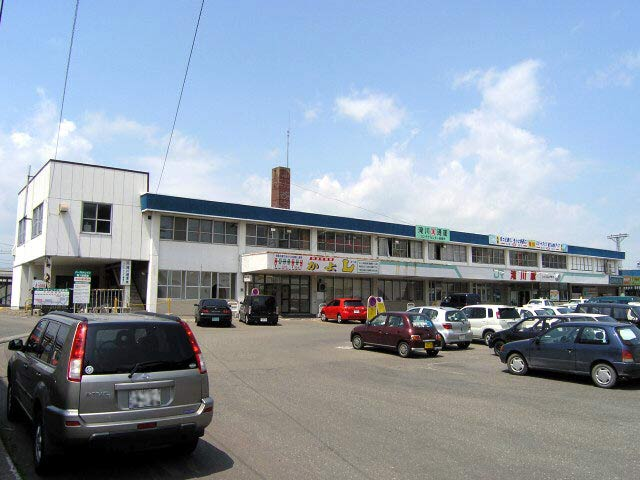
Bahnhofsgebäude (Juli 2004)

## Gleise
| 1 | ▉ Nemuro-Hauptlinie   | Furano                                              |
| 4 | ▉ Hakodate-Hauptlinie | Iwamizawa • Sapporo (v. a. Regionalzüge)            |
| 5 | ▉ Hakodate-Hauptlinie | Iwamizawa • Sapporo (v. a. Schnellzüge)             |
| 6 | ▉ Hakodate-Hauptlinie | Asahikawa • Wakkanai • Abashiri (v. a. Schnellzüge) |
| 7 | ▉ Hakodate-Hauptlinie | Fukagawa • Asahikawa (v. a. Regionalzüge)           |

## Linien
| Verlauf der Hakodate-Hauptlinie |
| --- |
| Hakodate • Goryōkaku • Kikyō • Ōnakayama • Nanae • Shin-Hakodate-Hokuto • Niyama • Ōnuma • Ōnumakōen • Akaigawa • Komagatake • Mori • Katsuragawa • Ishiya • Hon-Ishikura • Ishikura • Otoshibe • Nodaoi • Yamakoshi • Yakumo • Washinosu • Yamasaki • Kuroiwa • Kita-Toyotsu • Kunnui • Oshamambe • Futamata • Warabitai • Kuromatsunai • Neppu • Mena • Rankoshi • Konbu • Niseko • Hirafu • Kutchan • Kozawa • Ginzan • Shikaribetsu • Niki • Yoichi • Ranshima • Shioya • Otaru • Minami-Otaru • Otaru-Chikkō • Asari • Zenibako • Hoshimi • Hoshioki • Inaho • Teine • Inazumikōen • Hassamu • Hassamuchūō • Kotoni • Sōen • Sapporo • Naebo • Shiroishi • Atsubetsu • Shinrinkōen • Ōasa • Nopporo • Takasago • Ebetsu • Toyohoro • Horomui • Kami-Horomui • Iwamizawa • Minenobu • Kōshunai • Bibai • Chashinai • Naie • Toyonuma • Sunagawa • Takikawa • Ebeotsu • Moseushi • Fukagawa • Osamunai • Chikabumi • Asahikawa Sawara-Zweigstrecke: Ōnuma • Chōshiguchi • Shikabe • Oshima-Numajiri • Oshima-Sawara • Kakarima • Oshironai • Higashi-Mori • Mori |

| Verlauf der Nemuro-Hauptlinie |
| --- |
| Westlicher Abschnitt: Takikawa • Higashi-Takikawa • Akabira • Moshiri • Hiragishi • Ashibetsu • Kami-Ashibetsu • Nokanan • Furano Östlicher Abschnitt: Shintoku • Tokachi-Shimizu • Mikage • Memuro • Taisei • Nishi-Obihiro • Hakurindai • Obihiro • Satsunai • Makubetsu • Toshibetsu • Ikeda • Tōfutsu • Toyokoro • Shin-Yoshino • Urahoro • Atsunai • Ombetsu • Shiranuka • Nishi-Shoro • Shoro • Otanoshike • Shin-Otanoshike • Shin-Fuji • Kushiro • Higashi-Kushiro • Musa • Beppo • Kami-Oboro • Oboro • Monshizu • Akkeshi • Chanai • Hamanaka • Anebetsu • Attoko • Bettoga • Ochiishi • Konbumori • Nishi-Wada • Higashi-Nemuro • Nemuro |

## Geschichte

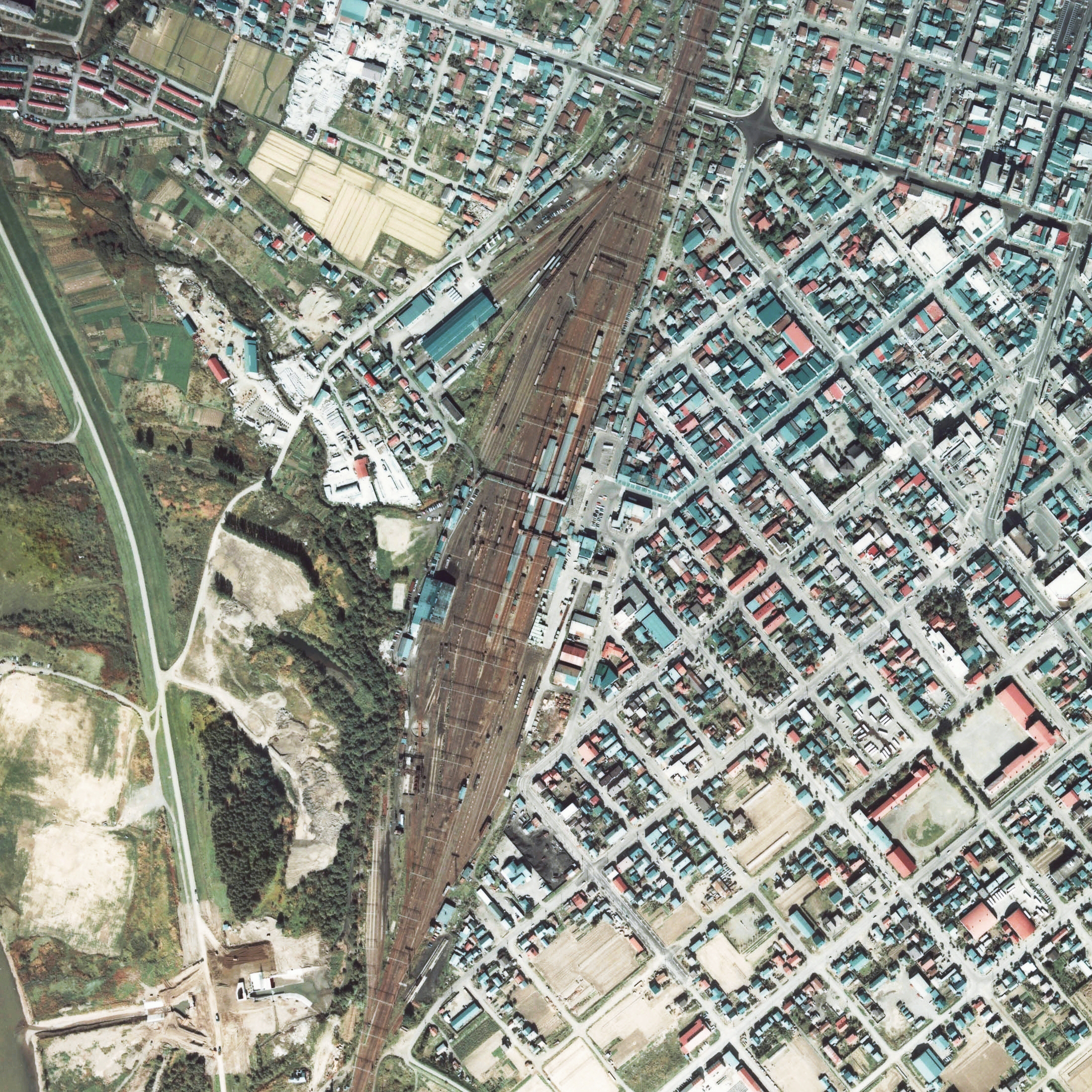
Luftansicht (1977)

1891 eröffnete die Bergbau- und Bahngesellschaft Hokkaidō Tankō Tetsudō einen Streckenabschnitt von Iwamizawa bis in die Nähe von Takikawa, verzichtete aber auf den Bau einer Brücke über den Sorachi, sodass die Hakodate-Hauptlinie zunächst vor der südlichen Stadtgrenze endete. Den Weiterbau führte einige Jahre später die staatliche Hokkaidō Kansetsu Tetsudō durch, die am 16. Juli 1898 den fehlenden Abschnitt bis Asahikawa mitsamt dem Bahnhof Takikawa in Betrieb nahm. 1912 verschob man den Bahnhof um etwa 200 Meter nach Norden an den heutigen Standort. Das Eisenbahnamt (das spätere Eisenbahnministerium) eröffnete am 10. November 1913 den westlichsten Abschnitt der Nemuro-Hauptlinie bis Furano, womit Takikawa zu einem wichtigen Verkehrsknotenpunkt aufstieg.
Die Japanische Staatsbahn baute die Hakodate-Hauptlinie etappenweise auf Doppelspur aus: Von Süden her kommend, reichte sie 1956 bis Takikawa. Fünf Jahre später waren weitere vier Kilometer von Takisawa bis zur temporären Ausweiche Fukasawa zweigleisig ausgebaut. Am 28. August 1968 elektrifizierte die Staatsbahn das Teilstück Otaru–Sapporo–Takikawa, am 1. Oktober 1969 das Teilstück Takikawa–Asahikawa. Aus Rentabilitätsgründen stellte sie am 1. November 1986 die Gepäckaufgabe ein und im Rahmen der Privatisierung ging der Bahnhof am 1. April 1987 in den Besitz der neuen Gesellschaft JR Hokkaido über.